# Malindi

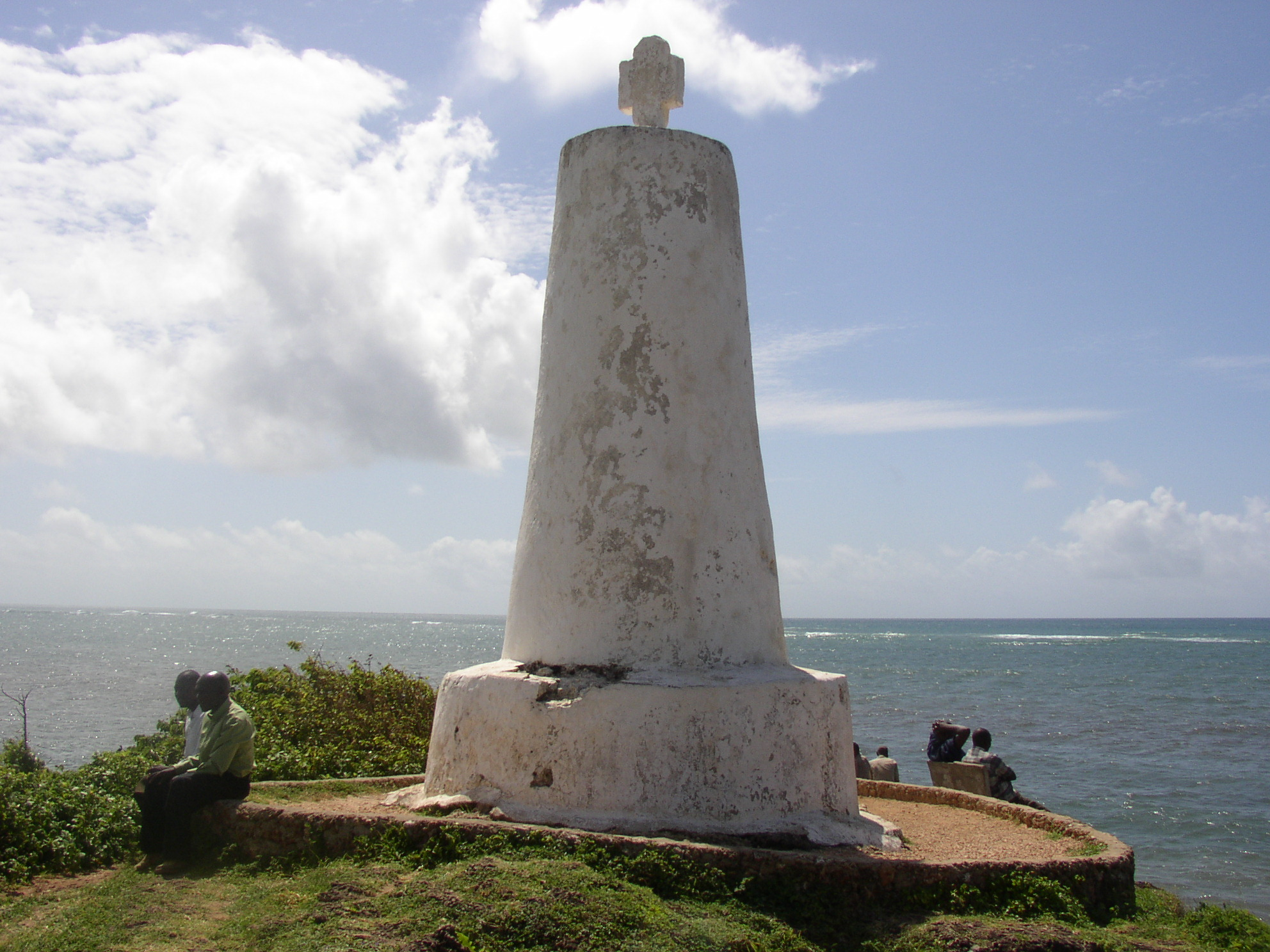
Pilar a Vasco da Gama,.

Malindi (antiguamente conocido como Melinde) es una ciudad de la bahía de Malindi en la boca del río Galana, que desemboca en el océano Índico, en la costa de Kenia. Está a 120 kilómetros al noreste de Mombasa. La población de Malindi es de 117.735 (en el censo de 1999). 
Es la capital del distrito de Malindi.
El turismo es la principal fuente de ingresos e industria en Malindi. La ciudad es muy popular entre turistas italianos. Malindi sirve como nexo con un aeropuerto nacional y un camino entre Mombasa y Lamu. Los recursos cercanos de Watamu y las ruinas de Gedi (también conocido como Gede) están situados al sur de Malindi. La boca del río Sabaki radica en el norte de Malindi. Los Parques Nacionales de "El Watamu" y "Malindi Marine" forman una continua zona costera protegida al sur de Malindi. El área muestra ejemplos clásicos de arquitectura suajili.

## Historia
Malindi ha sido un poblado suajili desde el siglo XIV. Malindi ha sido tradicionalmente una ciudad portuaria codiciada y dominada por potencias extranjeras. En 1414, la ciudad fue visitada por la flota china del explorador Zheng He. El gobernador de Malindi envió un emisario personal junto con una jirafa como un regalo a China.
Cuando el explorador portugués Vasco da Gama llegó a Malindi, sus autoridades se reunieron en 1498 para firmar un acuerdo comercial y contratar un guía para el viaje hacia India, para conmemorarlo se erigió un pilar de coral. En 1499 los portugueses establecieron un puesto comercial en Malindi que sirvió como una parada en el camino hacia la India. Una iglesia data de esta época. El pilar sigue hoy día en pie, pero han sido reclamadas tareas de restauración, pues la erosión del suelo podría hacer caer el pilar al océano.

### Suicidio colectivo
El 21 de abril de 2023, la policía de Kenia exhumó los cadáveres de 47 personas que se cree eran seguidores del culto cristiano Good News International Church. Los miembros de la secta apocalíptica pensaban que al morir de hambre llegarían al cielo, la congregación era liderada por el pastor Paul Mackenzie Nthenge. El viernes 21 de abril, la policía comenzó a exhumar varios cadáveres del bosque de Shakahola, cerca de la ciudad costera de Malindi. A principios de ese mismo mes, la policía de Kenia rescató a 15 miembros del grupo, fieles de la Iglesia Internacional Buenas Noticias, a los que se les había ordenado morir de inanición. Cuatro de ellos fallecieron antes de llegar al hospital, según la policía keniata.

## Gobierno Local
Malindi forman un concejo municipal con los siguientes regiones:
- Barani
- Ganda/Mkaumoto
- Gede
- Gede Norte
- Gede Sur
- Kijiwetanga
- Madunguni
- Malimo
- Malindi central
- Malindi Norte
- Maweni
- Shella
- Watamu Town

Malindi es también uno de los cuatro divisiones administrativas en el distrito de Malindi:
- Chakama

- Ganda
- Gede
- Goshi
- Jilore
- Langobaya
- Malindi
- Watamu

Su alcalde es Mohamed Menza.